# Sankichi Takahashi
Sankichi Takahashi (高橋 三吉, Takahashi Sankichi, 24 d'agost de 1882 - 15 de juny de 1966) va ser un almirall de la Marina Imperial Japonesa (IJN). Després del Tractat Naval de Washington de 1922, Takahashi, una figura important de la Facció de Flota de l'IJN, va fer una carrera ràpida, des de comandant d'un creuer obsolet el 1923 fins a comandant de la Flota Combinada el 1934. Va ser fonamental per aixafar l'oposició de la Facció del Tractat moderat, però aviat va perdre el seu comandament en una altra ronda d'agitació política.

## Biografia
Takahashi era un samurai de l'antic domini d'Okayama i va néixer a Tòquio com el tercer fill de Nobutaka Takahashi , un servent del Ministeri de la Casa Imperial. Va ser acceptat a l'Acadèmia Naval durant el seu quart any a la Universitat de Kogyokusha , i es va graduar el 1901 en el cinquè lloc de 125 estudiants de la 29a promoció.

### Carrera després de la Primera Guerra Mundial
A la dècada de 1920, la Marina japonesa es va dividir en una facció del Tractat "administrativa" que acceptava les limitacions imposades pel Tractat naval de Washington i una facció de flota "de comandament" que s'hi oposava. Takahashi Sankichi, promogut pel seu superior Kanji Kato, estava al costat de la facció de la Flota encapçalat pel príncep Fushimi Hiroyasu, Kanji Kato i l'almirall Tōgō Heihachirō. Va ocupar breus assignacions a alta mar, comandant el creuer Aso (1923–1924) i el cuirassat Fusō (1924–1925). i va dirigir la secció d'Operacions de l'Estat Major Naval sota el subcap Kanji Kato, que en realitat va dirigir l'organització, aclaparant el seu cap de modals suaus Yamashita Gentarō.
Takahashi es va convertir en cap d'estat major de la Flota Combinada el 1927, quan Kanji Kato va assumir el comandament i va sotmetre la flota als exercicis més rigorosos i arriscats, intentant compensar les limitacions numèriques del Tractat de Washington amb una formació superior. Deu anys més tard, com a comandant de la Flota Combinada , Takahashi va mantenir la mateixa mentalitat: "Si ens veiem obligats a utilitzar l'espasa curta per combatre un enemic que brandi l'espasa llarga, estic segur que guanyarem! Tenim tàctiques per derrotar les flotes combinades de la Gran Bretanya i els Estats Units"; "Implanta a la ment de cada home i de cada oficial que el Japó serà el vencedor inevitable de qualsevol conflicte internacional". Va continuar manifestant-se contra les limitacions del Tractat de Washington durant la Conferència Naval de Ginebra de 1927, donant suport a la facció de Mineo Ōsumi i Tōgō Heihachirō. Els moderats van intentar restaurar la seva influència a finals dels anys vint, però finalment van ser aixafats per la Facció de la Flota el 1932–1933.
El 1928, Takahashi va ser nomenat el primer comandant de la recentment formada Primera Divisió de Portaavions , la primera formació de supremacia aèria de la Marina Imperial Japonesa.

### Aixafar l'oposició
El febrer de 1932, Takahashi va ser nomenat vicecap de l'Estat Major Naval gràcies als esforços de Kanji Kato mentre que el príncep Fushimi presidia l'Estat Major des de gener de 1932 fins al març de 1941. Asada va escriure que Takahashi "controlava virtualment l'alt comandament naval" en aquesta capacitat", Ian Gow va argumentar que el príncep Fushimi era un líder independent i capaç per dret propi.
Immediatament després de la promoció, Takahashi va reviure els plans d'ampliar l'autoritat de l'Estat Major i reduir la del Ministeri Naval que va desenvolupar per a Kanji Kato el 1922. Al setembre de 1933, la Facció de la Flota es va imposar i Fushimi va tenir clar la seva supremacia sobre el ministre de la Marina Mineo Ōsumi.
El 1933–1934, els militaristes van silenciar els líders de l'oposició i els van obligar a retirar-se durant la purga d'Osumi, obtenint així el control sense control de l'Armada.
Després de la Segona Guerra Mundial, Takahashi va recordar que "un dels seus objectius [en la lluita pel poder de 1932] era estar preparat amb una guerra amb els Estats Units"; temia que l'incident de Xangai de 1932 pogués convertir-se en una gran guerra japonesa-nord-americana.

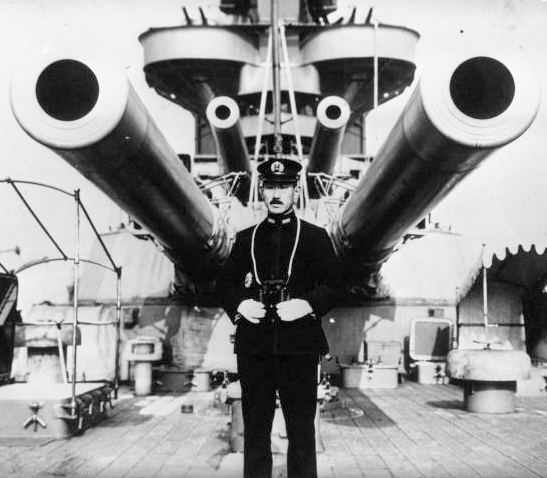
Takahashi a bord del cuirassat Yamashiro el 1935

El novembre de 1934, Takahashi va ser nomenat comandant de la Flota Combinada i va ocupar aquest comandament durant dos anys. Contràriament a la mentalitat del cuirassat dels almiralls de la vella escola, va parlar a favor d'augmentar el braç dels portaavions de la flota; la seva opinió va ser rebutjada tant per l'Estat Major com pel Ministeri de Marina i, finalment, li va costar la carrera; se li va tallar qualsevol informació addicional sobre el futur de l'Armada.

### Declaracions polítiques
Takahashi no va tenir comandaments navals significatius durant la Segona Guerra Mundial; la premsa aliada el va anomenar "president de l'Associació de Desenvolupament d'Àsia Oriental" el 1942 i "comandant de la gran estació naval de Kure" el 1944.
Com a antic comandant de la Flota Combinada, molt conegut al Japó i a l'estranger i no involucrat en combats reals, Takahashi parlava regularment al públic sobre temes militars i polítics, abans i desprésde l'atac a Pearl Harbor. El 1936, va parlar que "l'avantatge econòmic del Japó s'ha de dirigir cap al sud, amb Formosa o les illes del Mar del Sud com a punt de partida"; el novembre de 1940 va presentar la visió de l'Armada sobre els plans de l'Imperi: "Es construirà en diverses etapes. En la primera etapa, l'àmbit que el Japó exigeix inclou Mantxukuo, Xina, Indoxina, Birmània, les Colònies de l'Estret, Índies neerlandeses, Nova Caledònia, Nova Guinea, moltes illes del Pacífic occidental, el mandat del Japó sobree les illes i les Filipines, Austràlia i la resta de les Índies Orientals es poden incloure més endavant..." .
Takahashi va ser un dels primers adoptants de l'Aikido i va convidar el seu fundador Morihei Ueshiba al  Acadèmia d'Estat Major Naval com a instructor de budō; on Ueshiba va formar oficials de la IJN durant deu anys.Fonts aliades en temps de guerra van connectar Takahashi Sankichi amb la Societat del Drac Negre que suposadament es va infiltrar als Estats Units i va silenciar l'oposició política al Japó. (No obstant això, l'únic Takahashi que apareix al llibre de Richard Story: "The Double Patriots: A study of Japanese Nationalism (1956), les fonts del qual són les transcripcions i exposicions de l'IMTFE i també les memòries de Saionji-Harada, és Takahashi Hidetomi).
A principis de desembre de 1945, el general Douglas MacArthur va situar Takahashi a la llista dels 59 japonesos més buscats juntament amb el príncep Nashimoto Morimasa i l'almirall Soemu Toyoda. Va ser alliberat el desembre de 1948.